# Svjetski dan djedova, baka i starijih osoba
Svjetski dan djedova, baka i starijih osoba ustanovio je papa Franjo 2021. godine kao proslavu koja se obilježava četvrte nedjelje u srpnju, blizu liturgijskog spomena svetih Joakima i Ane, Isusovih djeda i bake (26. srpnja). 
Prilikom ustanovljenja, papa je naglasio da je to dan koji će „pomoći spomenuti se i slaviti dan starosti i onih koji čuvaju i prenose život i vjeru”. Katolička udruga baka i djedova (eng. The Catholic Grandparents Association) bila je na čelu kampanje za veće priznanje baka i djedova za njihovu ulogu i poziv u prenošenju svoje vjere sljedećoj generaciji. Najava novog svecrkvenog slavlja za bake i djedove i starije osobe došla je kao odgovor na njihovu molbu Svetom Ocu papi Franji.
Tema proslave za 2024. godinu koju je odabrao papa glasi „Ne odbaci me u starosti” (usp. Psalam 71,9). U bilješci kojom se najavljuje tema proslave, Vatikan je izjavio da je izbor teme „namjera skrenuti pozornost na činjenicu da je nažalost, usamljenost gorka sudbina u životu mnogih starijih osoba, koje su tako često žrtve kulture odbacivanja.”

## Potpuni oprost
Na ovaj dan može se dobiti potpuni oprost od grijeha uz uobičajene uvjete (ispovijed po potrebi, pristupanje svetoj pričesti, molitve na nakanu Svetog Oca i posjet starijima i bolesnima).